# Holly (película de 2023)
Holly es una película fantástica belga de 2023 dirigida por Fien Troch. La cinta narra la historia de una población traumatizada por el incendio de una escuela. La gente empieza a buscar consuelo en Holly, una compañera de clase de 15 años (interpretada por Cathalina Geraerts), que milagrosamente sale ilesa de la catástrofe.
La cinta fue seleccionada para competir por el León de Oro a la mejor película en el Festival de Cine de Venecia de 2023.

## Sinopsis
Una mañana, Holly, de 15 años, llama a su colegio y comunica que va a faltar todo el día. Poco después se declara un grave incendio que destruye parte del edificio escolar y se cobra la vida de varios alumnos. Meses después, los traumatizados habitantes del pueblo aún no han asimilado del todo la catástrofe. La profesora Anna ha creado un grupo de voluntarios para que la comunidad en duelo se ofrezca consuelo mutuamente. Le intriga la extraña premonición de Holly y la invita a unirse a su grupo. 
La presencia de la niña parece proporcionar a los miembros del grupo una tranquilidad, calidez y esperanza inesperadas. Pronto, incluso sin la intervención de Anna, la gente empieza a buscar deliberadamente a Holly y su energía catártica, exigiéndole cada vez más. La chica del don milagroso se convierte sin quererlo en la salvadora del pueblo. Cada vez más, la línea que separa el apoyo del abuso empieza a difuminarse.

## Estreno
La película fue estrenada en Bélgica el 22 de noviembre de 2023 por Cinéart, quien también la estrenó en Países Bajos el 7 de marzo de 2024.